# Xu Huan
Dans ce nom chinois, le nom de famille, Xu, précède le nom personnel.
Pour les articles homonymes, voir Xu.
Xu Huan (chinois : 徐歡), née le 6 mars 1999 à Xuzhou, est une footballeuse internationale chinoise qui évolue au poste de gardienne de but pour Jiangsu et pour l'équipe de Chine féminine de football. 

## Biographie

### En équipe nationale
Xu était première gardienne de la Chine à la Coupe du monde féminine de football des moins de 20 ans 2018.  